# Cerro de San Antonio
Cerro de San Antonio là một khu tự quản thuộc tỉnh Magdalena, Colombia. Thủ phủ của khu tự quản Cerro de San Antonio đóng tại Cerro de San Antonio Khu tự quản Cerro de San Antonio có diện tích 247 ki lô mét vuông. Đến thời điểm ngày 28 tháng 5 năm 2005, khu tự quản Cerro de San Antonio có dân số 17992 người.